# Petra Papke
Petra Papke (* 1974 in Nürtingen, gebürtig Petra Schuller) ist eine deutsche Fernsehmoderatorin.

## Leben
Papke absolvierte 1993 das Abitur in Tegernsee und nahm von 1997 bis 1999 Schauspiel- sowie von 1997 bis 2000 Gesangsunterricht. Außerdem studierte sie bis 1998 Medienmarketing an der Bayerischen Akademie für Werbung und schloss mit ihrem Diplom ab. Zuvor arbeitete sie als Moderatorin im Lokalfernsehen SHK 1 und war in den Jahren 1993 und 1994 als Fotomodell tätig.
Von 1994 bis 1997 übernahm sie die Moderation der Sendung Team Disney auf RTL und präsentierte zahlreiche Disney-Specials in den USA und England. 1998 und 1999 wirkte sie in diversen Fernsehfilmen mit. Bis 2001 war sie Moderatorin von Seiteneinsteiger.de auf der Website des österreichischen Fernsehsenders ORF.
Seit 2004 ist Papke als freie Journalistin für den Kreisboten in Starnberg tätig. Im Oktober 2004 übernahm sie die Wettermoderation auf dem Nachrichtenkanal N24 und nimmt diese Aufgabe seit 2006 auch für den Privatsender Sat.1 wahr.
Im Juli 2007 heiratete sie und trägt nun den Familiennamen Papke.